# Glypta davisii
Glypta davisii là một loài tò vò trong họ Ichneumonidae.